# جميلي-ديني أبودو مويندزه
جميلي ديني أبودو مويندزه (من مواليد 16 فبراير 1996) هو ملاكم فرنسي شارك في دورة الألعاب الأولمبية الصيفية 2024 في فئة وزن +92 كجم للرجال ووصل إلى الدور نصف النهائي بعد فوزه على مراد قاضي وغيرلون كونغو.
بدأ جميلي ممارسة الجودو والمصارعة، ثم تحول إلى الملاكمة في نادي كودكيرك برانش. فاز بألقاب البطولة الفرنسية ستة مرات في فئة النخبة حصل على أول ميدالية أوروبية له في عام 2017 في خاركيف وخرج بالميدالية البرونزية. وخلال مشاركته في البطولة التأهيلية للألعاب الأولمبية باريس 2024، حصل جميلي على تذكرة الألعاب ببلوغه نصف النهائي.